# 小野薫 (建築学者)
小野 薫（おの かおる、1903年（明治36年）3月20日 - 1957年（昭和32年）1月11日）は、日本の建築構造学者。構造教育者。

## 概要
東京生まれ。
架構力学理論の研究者であり、難解な構造力学の分野を平易に紹介。戦前は満州で建築教育に携わり、戦後は東京大学および日本大学において後進の育成に当たった。
日本の強度計算方式に1つの形式を与え、その水準を高める上に現在日本のラーメン計算ではスラブからの三角型分布荷重と小梁からの集中荷重で大梁の曲げモーメント失算出することが行われているが、これは小野の創意になる図表が用意されていたからこそ可能になった習慣とされる。小野の図表がなければ、恐らく外国並に有効等分布荷重といったもので概算する程度に止まっていたとされている。

## 経歴
1926年（大正15年）：東京帝国大学工学部建築学科卒業、同大学営繕課。
1930年（昭和5年）：日本大学専門部工科（現・日本大学工学部）教授。
1939年（昭和14年）：満州国の大陸科学院研究室主任研究官兼新京大学教授工鉱技術院教授。関東軍指令部嘱託。
1942年（昭和17年）：東京帝国大学第二工学部教授。
1948年（昭和23年）：日本大学教授。
建築学会では副会長として献身的に学会創立七十周年記念事業に専念した。
1957年（昭和32年）：逝去、54才。墓所は多磨霊園。
学位は工学博士「変形法に従ったラーメン解法の研究」（1942年）
受賞は 建築学会学術賞「ラーメン解法に関する研究」（1942年度）

## 人物
学会の小委員会では雑談代わりに力学の解法を研究することが流行していたという。集る面々はクイズ風の力学の問題を持って来てはこれが解けるかと互に人を悩まし苦しめたというが、その張本人は小野であったという。この力学遊びが実を結んで、力学懸賞問題に発展して、当時の建築世界の誌上を数年間に亘って賑わしたというが、それ等の新問題の着想は力学教育ばかりではなく、建築士試験の問題などにも生きているといわれる。
小野の力学的天才はこうしたクイズ遊びの頃からどんどん伸びて、彼一流の力学を展開するが特に注目をあびたのは、キネマテイクの活用で、当時ドイツ学派の書物の片隅に生きて残されていたこの理論をラーメン解法に発展させたのは小野の偉業であり、これによって不規則ラーメンの解法が可能になったといわれる。
小野の研究では建築雑誌に掲載したリミット・デザインに関するものなど、今日の弾性計算で多スパン・ラーメンの震計算をする場合を例にとってその中の一つの柱の幅を広く剛なものとすると、その柱に応力が集中して計算上の耐力が却って弱くなる結果をあげて、計算法の非常識を指摘している。
均等なラーメンの一部の柱を大きくして却って弱くなる筈はないという常識に訴えリミット・デザインの必要を強調する要領などは天才的であったという。
息子は造形作家・日本大学生産工学部教授の小野襄。児童文学作家の小野里宴は孫娘にあたる。

## 著書
- 『鉄筋コンクリート構造計算図表』カタログ社　1928
- 『架構カ牡材』1930、
- 「複式汎論」「トラス」「ダンスホール」『高等建築学』4.5,22 1934
- 『建築応用カ学』加藤渉共著 共立出版1949
- 『建築実用便覧鉄筋コンクリート造建物の計算例』共立出版 1950
- 『建築工学便覧 再版編構造』共立出版 1953
- 『建築物のリミットデザイン』田中尚共著 コロナ社 1951
- 『耐風・耐震.撓角法』紀元社 1957
- 『応用弾性学の基礎』加藤共著 1961 理エ図書